# Spodnja Luša
Spodnja Luša je naselje u slovenskoj Općini Škofji Loki. Spodnja Luša se nalazi u pokrajini Gorenjskoj i statističkoj regiji Gorenjskoj. 

## Stanovništvo
Prema popisu stanovništva iz 2002. godine naselje je imalo 130 stanovnika.